# Wang Fengnian
Pour les articles homonymes, voir Wang (patronyme).
Dans ce nom, le nom de famille, Wang, précède le nom personnel.
Wang Fengnian, né le 16 juin 1992, est un coureur cycliste chinois. Il participe à des compétitions sur route et sur piste.

## Palmarès sur route
- 2015
  - 3e du championnat de Chine du contre-la-montre

## Palmarès sur piste

### Championnats du monde
- Apeldoorn 2018
  - 15e de la poursuite par équipes[1]